# 영통초등학교
영통초등학교는 대한민국 경기도 수원시에 있는 공립 초등학교이다.

## 학교 연혁
- 1997.01.14 영통초등학교 설립 인가
- 1997.12.01 6학급 편성 개교
- 1998.02.16 제1회 졸업식(2명)
- 1998.03.01 유치원 1학급 개원
- 2009.12.31 100대 교육과정공모 전국 최우수교 선정
- 2012.09.01 제6대 신태복 교장 취임
- 2014.02.14 제17회 졸업식(123명 졸업생 총수 3411명)
- 2014.03.01 32학급(특수학급 1학급), 유치원 2학급 편성
- 2014.06.22 제14회 전국청소년 국악경연대회 장려(사물놀이부)
- 2014.07.26 제22회 경기도청소년 예술제수원시대회 최우수(사물놀이부)
- 2014.12.29 제7회 줄넘기인증제 표창
- 2015.02.13 제18회 졸업식 (138명. 총 졸업생 3,559명)
- 2015.03.01 29학급(특수학급 1학급). 유치원 2학급 편성
- 2015.09.01 제7대 조홍규 교장 부임
- 2016.02.12 제 19회 졸업식(133명. 총 졸업생 3,692명)
- 2016.03.02 제 20회 입학식

## 참고 자료
- 영통초등학교 - 한국교육학술정보원 학교알리미